# غنيمون مستدق الطرف
جنتوم مستدق الطرف (الاسم العلمي:Gnetum cuspidatum) هو نوع من النباتات يتبع جنس الجنتوم من الفصيلة الجنتوية.